# Сила (регіон)
Сила (фр. Sila, араб. منطقة سيلا) — адміністративний регіон в Республіці Чад.
- Адміністративний центр - місто Гоз-Бейда.
- Площа - 37 000 км², населення - 289 776 осіб (2009 рік).

## Географія
Регіон Сила знаходиться в південно-східній частині Чаду. На півночі межує з регіонами Вадаї та Батха, на заході з регіоном Гера, на півдні з регіоном Саламат, на південно сході з Центральноафриканською Республікою, на сході з Суданом.

## Історія
Утворений 19 лютого 2008 року через регіону Вадаї.

## Адміністративний поділ
В адміністративному відношенні регіон поділяється на 2 департаменти - Кіміті та Джуруф-ель-Ахмар.